# Batalla de Yashima
La Batalla de Yashima fue una importante batalla librada durante las Guerras Genpei entre el clan Minamoto y el clan Taira, que acabó con una decisiva victoria para el clan Minamoto. 

## Historia

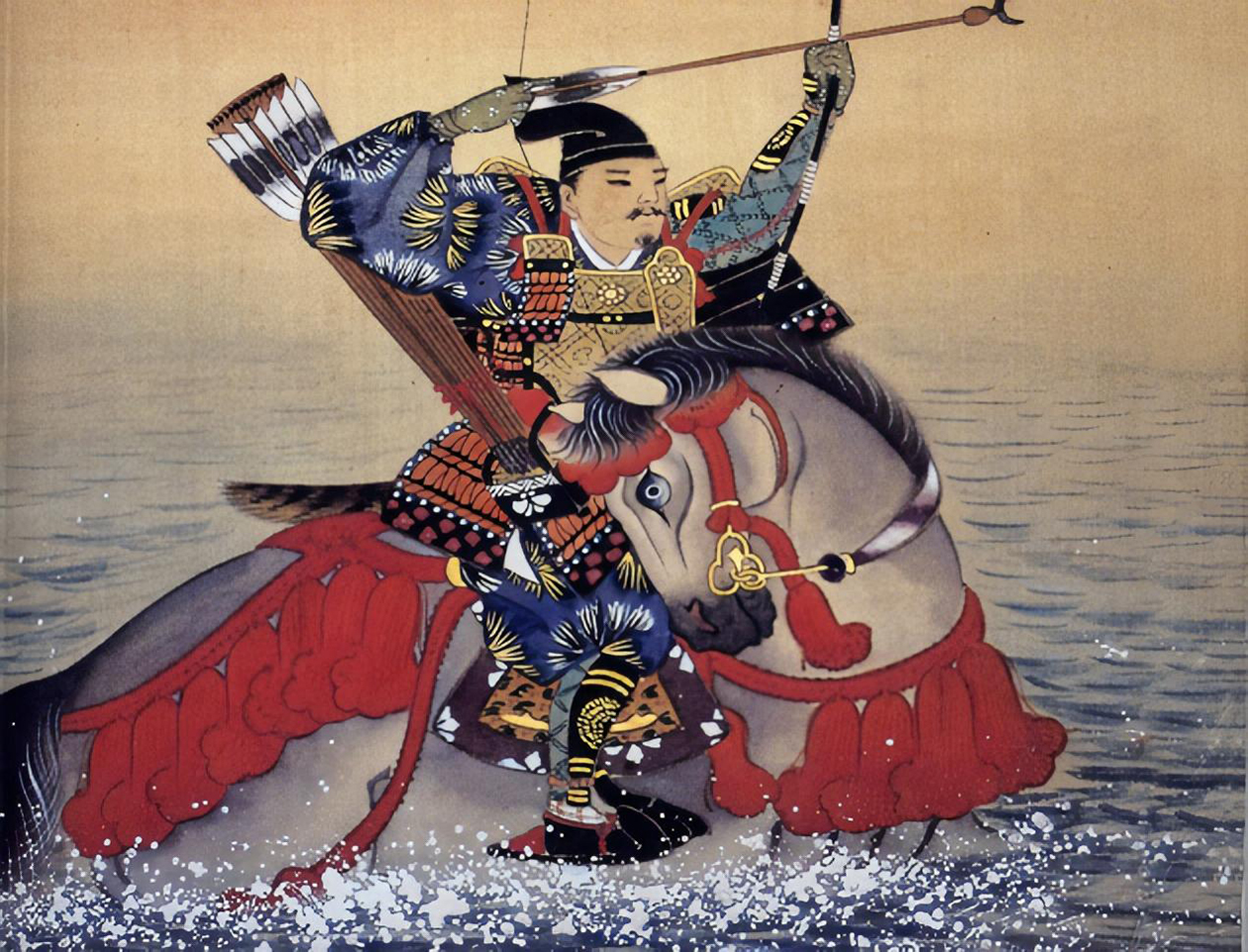
Nasu no Yoichi disparando su famosa flecha desde el mástil de un barco Taira. De un rollo de pergamino en el museo Watanabe, prefectura de Tottori, Japón.

Con los planes de invasión de Noriyori a Kyushu preparados, Yoshimune fue enviado nuevamente a la guerra. El 22 de marzo de 1185, Yoshitsune comanda una pequeña tropa de unos cientos de hombres para realizar un asalto en la ciudad de Yashima (actual Takamatsu), en la isla de Shikoku. Yashima era el nuevo lugar de retirada del clan Taira, ya que estaban teniendo considerables derrotas en la guerra y poseían una fortaleza y tenían en sus manos un improvisado palacio para el Emperador Antoku y los Tres Tesoros Sagrados de Japón, quienes estaban retenidos.
Yoshitsune dispuso una flota de naves en la ciudad de Watanabe, en la provincia de Settsu.
En esta batalla, Kajiwara Kagetoki, un samurái aliado discute severamente con Yoshitsune acerca de cómo sería la estrategia de combate y provocó un incidente que desacreditaría a Yoshitsune en el futuro. En la noche del día 22 decidió que era el mejor momento para embarcarse, a pesar del mal clima, aun así ordenó a sus hombres a subir a los barcos. No obstante sus subordinados se negaron a obedecerlo. Yoshitsune amenazó de muerte a cualquiera de que lo desobedeciera, y así algunos decidieron acompañarlo en esa noche. 
Yoshitsune llegó a la isla de Shikoku al amanecer y estaba apostado a cinco kilómetros de Yashima; adicionalmente, de parte de un líder samurái local se enteró de que las fuerzas en Yashima estaban reducidas, en parte porque una fuerza expedicionaria Taira había ido a la provincia de Iyo. En esa época Yashima estaba separada del resto de la isla por un estrecho canal que durante la marea baja, podía cruzarse montado en un caballo. El castillo de los Taira estaba situado en la playa mirando a la isla, y las naves estaban en una zona poco profunda al frente del castillo. 
Nuevamente Yoshitsune aplica una táctica de combate, levantando hogueras cerca de la fortaleza, en el mar, haciendo pensar a los Taira que ocurriría una batalla naval con una fuerza superior de parte de los Minamoto y abandonaron la fortaleza llevándose al Emperador y los Tesoros, sin dar cuenta que el grueso de las fuerzas de Yoshitsune estaban en tierra. En ese momento ocurre la batalla en el canal y Taira no Munemori, líder del clan Taira, notó que las fuerzas de Yoshitsune en el mar eran menores a las que creían en un principio, no obstante el fuerte en Yashima estaba ardiendo en llamas. 
Entonces los Taira, en un intento de subestimar al enemigo y desperdiciar las flechas, levantaron un abanico en la cima de una de sus naves y retaron a los Minamoto en probar su puntería acertando una flecha al abanico. Yoshitsune eligió a Nasu no Yoichi, un joven y pequeño arquero usó su habilidad con el arco para apuntar al abanico. Dado que si fallaba debía cometer seppuku, sobre su caballo y en medio del canal logró acertar al abanico.
En la mañana siguiente, los Taira seguían navegando cerca de la ciudad de Shido, mientras que Yoshitsune los estaba persiguiendo desde la costa. Según el Heike Monogatari, los Taira sobreestimaron a la cantidad de tropas que tenían los Minamoto y prefirieron huir de la isla de Shikoku.
Debido a esta confusión los Minamoto obtienen la segunda victoria de parte de Yoshitsune; pero el Emperador Antoku y los Tres Tesoros, junto la mayoría de los miembros del clan Taira realizan una nueva huida a Dan-no-Ura, en el estrecho de Shimonoseki, entre Kyushu y Honshu.

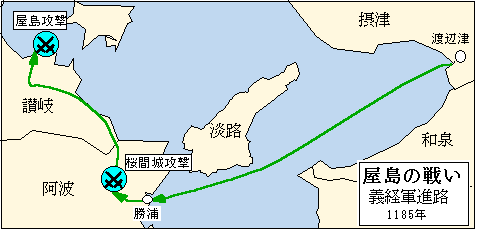
Avance de Yoshitsune en la batalla de Yashima. Partió desde Honshu (a la derecha) y se movilizó a través del Mar de Seto llegando a la isla de Shikoku, teniendo una serie de combates hasta llegar a Yashima (extrema izquierda).